# Ulf Grape
Ulf Stefan Grape, född 25 augusti 1960 i Umnäs kyrkobokföringsdistrikt i Västerbottens län, är en svensk politiker (moderat). Han var ordinarie riksdagsledamot 2008–2010, invald för Västerbottens läns valkrets. Grape var tidigare ordförande för Moderaterna i Skellefteå.[källa behövs]

## Riksdagsledamot
Grape kandiderade i riksdagsvalet 2006 och blev ersättare. Han utsågs till ny ordinarie riksdagsledamot från och med 1 oktober 2008 sedan Ulla Löfgren avsagt sig uppdraget och tjänstgjorde som riksdagsledamot under resten av mandatperioden.
I riksdagen var Grape suppleant i försvarsutskottet, trafikutskottet och sammansatta utrikes- och försvarsutskottet. Efter tiden som riksdagsledamot var han suppleant i Valprövningsnämnden 2011–2015.